# Psychotria laui
Psychotria laui là một loài thực vật có hoa trong họ Thiến thảo. Loài này được Merr. & F.P.Metcalf miêu tả khoa học đầu tiên năm 1937.